# (32378) 2000 QB173
2000 QB173 (asteroide 32378) é um asteroide da cintura principal. Possui uma excentricidade de 0.05735380 e uma inclinação de 7.60942º.
Este asteroide foi descoberto no dia 31 de agosto de 2000 por LINEAR em Socorro.